# تطوير الحفظ
تطوير الحفظ (التطوير العقاري) هو نموذج للتطوير العقاري الذي يهتم بالحفاظ على الأراضي الزراعية، بالإضافة إلى استراتيجيات للحفاظ على الزراعة الإنتاجية وزراعة الغابات وتشغيلها إلى الأبد. إن تطوير الحفظ هو مشروع مخطط يسمح بتنمية محدودة ومصممة بعناية (تعتمد على الإسكان عادة) في مزرعة عاملة، مع وضع غالبية الأراضي المنتجة تحت نظام التسهيلات والحكم المجتمعي لضمان استمرارية الزراعة والرقابة البيئية.

## الأهداف
تطوير الحفظ ليس نهجًا تخطيطيًا رسميًا ولكنه مثال للتخطيط البيئي المرتبط بالهدف. وتؤثر الخصائص الخاصة للأراضي والسوق المحلية والقواعد الزراعية المحلية على الخطوات التي سيتم اتباعها كل حالة؛ ومع ذلك يجب أن يهدف المشروع الناجح إلى تحقيق عدة أهداف:
1. يجب الإبقاء على 80٪ أو أكثر من الإنتاجية الزراعية للأرض المستهدفة من المشروع.
2. يجب أن تأخذ التنمية شكلاً لا يتعارض مع استخدامات الأراضي المنتجة.
3. يجب أن تجعل المنشآت القانونية حماية الأراضي دائمة بشكل قابل للتكيف.
4. يجب إنشاء إدارة المجتمع وهياكل الإدارة لضمان الإشراف على المجتمع.
5. يجب على المجتمع تعزيز التوعية العامة عن قيمة الأراضي الريفية.

## الأصل
وقد تم تطوير الحفظ في الثمانينيات استجابة لضياع الأراضي الزراعية السريع بسبب التمدد العمراني حول بوسطن. روبرت بولدوين الأب ابتكر نظام الحركات المتشابكة «الحزام الزراعي» و «الحزام الأخضر». وقد تم تحسين النظام وأدوات التصميم والحوكمة المجتمعية المرتبطة به خلال التسعينيات في مشاريع حول نيو إنغلاند. وفي عام 2005 م تم توسيع هذا النموذج إلى الجنوب الشرقي بدءًا من مزرعة بوندوران التي تبلغ مساحتها 2300 فدان (931 هكتارًا) في شارلوتسفيل بولاية فرجينيا.

## العلاقة مع طرق الحفظ الأخرى
في الولايات المتحدة يتم الحفاظ على معظم الأراضي عن طريق الجمع بين الإعانات الخيرية (التبرعات) والحوافز الضريبية، ويمكن وضع الأراضي ذات القيمة البيئية أوالتاريخية أو ذات المناظر الخلابة تحت طائلة الحفظ؛ مما يحظر أو يحد بشكل كبير من التطوير المستقبلي للأرض. وقد يتم تعويض مالك الأرض مباشرة عن حقوق الارتفاق/ المرور (شراء حقوق الاستثمار)، أو يمكن اعتبار حقوق التطوير المستقبلية بمثابة تبرع وذلك بموجب اعتمادات ضريبية تعوض المواطن عن ضرائب الدخل المستحقة منه. وفي بعض الولايات الأمريكية يمكن بيع الاعتمادات الضريبية كطريقة لتوليد الدخل. وفي من المواقع يمكن بيع حقوق التنمية المستقبلية أو الاتجار فيها (حقوق تطوير قابلة للتحويل) وإعادة نشرها في المناطق الحضرية.
أما تطوير الحفظ فهو نهج قائم على السوق، ولا يعتمد على تمويل دافع الضرائب أو التبرع الخيري. يقوم مالك الأرض ببيع الأرض، ويتم سن إجراءات التطوير وحماية الأراضي في نفس الوقت، وتباع قطع الأراضي المقسمة إلى الأفراد. يتم زيادة قيمة كل قطعة أرض طبقًا للجوار وإمكانية الوصول إلى الأراضي المحفوظة؛ مما يسمح بكثافة التطوير أقل من تلك التي يسمح بها التقسيم إلى مناطق.

### التنمية المستدامة
تطوير الحفظ هو نوع من التنمية المستدامة حيث لا يتم اعتبار القدرة الاستيعابية الطبيعية للأرض من حيث التطوير فحسب؛ بل أيضا بالنظر إلى القدرة الزراعية والخدمة البيئية. ويسعى المطورون إلى تحقيق توازن ثلاثي بين العوامل الاجتماعية والبيئية والاقتصادية.

### النمو الذكي
النمو الحضري الجديد والنمو الذكي يعززان الكثافة والترابط وإمكانية الوصول إلى الأهداف المرجوة من التخطيط الحضري. كلا النهجين يعد امتيازا للتطوير في المواقع المكتظة وقليلة الكثافة. ولكن تركيز تطوير الحفظ على مواقع الحقول الخضراء مع أماكن الزراعة النشطة قد جعلها تحيد عن كلا الحركتين، لكن منذ عام 2001 قام مخططو التخطيط الحضري الجديد Duany / Plater-Zyberk بالترويج لنهج تقسيم المناطق «العابرة» معترفين بالحاجة إلى توسيع نهج النمو الذكي إلى مواقع حضرية وريفية بشكل كبير. هذه القوانين الجديدة تعالج ضغوط التطوير في البلدان التابعة كما يفعل تطوير الحفظ. وفي هذا السياق يعد تطوير الحفظ نمط تسوية مناسب لحفظ المناظر الطبيعية ذات الكثافة الأقل في المنطقة القطبية وتحسين الكثافة للفئات الأخرى. وقد تأثرت بعض المجتمعات التابعة لتقسيم المناطق بنهج النمو الذكي وتبنت تطوير الحفظ كأداة إضافية لإدارة النمو في البلدان التابعة.